# Bupivacaïna
La bupivacaïna, és un medicament usat en l'anestèsia local. Es fa servir per injecció dins una zona al voltant d'un nervi o com bloqueig epidural. Està disponible mesclada amb una petita quantitat d'epinefrina per a incrementar-ne la durada. Típicament triga 15 minuts en fer efecte i dura de 2 a 8 hores.